# Amphithalamus tenuis
Amphithalamus tenuis är en snäckart. Amphithalamus tenuis ingår i släktet Amphithalamus och familjen Barleeiidae. Inga underarter finns listade i Catalogue of Life.